# Sinus-Oszillator
Ein Sinus-Oszillator ist eine elektronische Schaltung zur Erzeugung einer meist ungedämpften Sinusschwingung. Der Sinusgenerator lässt sich zu den Signalgeneratoren subsumieren.
Im Niederfrequenzbereich dienen Sinus-Oszillatoren z. B. als Mess- und Prüfgeräte. Dort findet man mitunter auch die Bezeichnung Sinus-Generator, womit auf Basis von Sinus-Oszillatoren arbeitende Geräte oder Baugruppen zur Erzeugung sinusförmiger Signale gemeint sind. Auch in analogen Musikinstrumenten kommen Sinusoszillatoren zum Einsatz.
Im Hochfrequenzbereich dienen Sinusoszillatoren z. B. in Sendeanlagen zur Erzeugung der für die Signalübertragung nötigen Trägerschwingung und in Überlagerungsempfängern zur Frequenzumsetzung in der Mischstufe.

## Wirkungsweise
Wie bei anderen Oszillatoren auch, beruht das Funktionsprinzip auf einer Mitkopplung. Dazu wird eine Verstärkerstufe bzw. -Anordnung so beschaltet, dass das Ausgangssignal über ein Frequenzfilter zum Eingang derselben Schaltung zurückgeführt wird. Damit eine ungedämpfte elektrische Schwingung entstehen kann, muss die Rückführung phasenrichtig erfolgen.
Soll diese Anordnung ohne nachfolgende Signalbearbeitung schon selbst ein sinusförmiges Signal erzeugen, muss die für die Rückkopplung wirksame Verstärkung idealerweise eins betragen. Ist sie kleiner als eins, kommt keine kontinuierliche Schwingung zustande. Bei Anregung durch einen elektrischen Impuls kann sich so nur eine gedämpfte Schwingung ausbilden. Ist die Verstärkung hingegen größer als eins, kommt es zu Verzerrungen. Das Signal weicht dann also mehr oder weniger von der Sinusform ab und enthält damit Oberschwingungen.
In der Praxis wird die Verstärkung leicht oberhalb von eins gewählt. So ist sichergestellt, dass die Schwingung infolge äußerer Einflüsse sowie Änderungen der Bauteileigenschaften infolge von Alterung oder durch Temperatureinflüsse nicht abreißen kann. Je unabhängiger die Verstärkung durch ein geeignetes Schaltungskonzept von Einflüssen, wie insbesondere Änderungen der Versorgungsspannung sowie der Umgebungstemperatur gemacht wird und je wertstabilere Bauteile verwendet werden, desto mehr lässt sich die Verstärkung an eins und damit das Ausgangssignal an die ideale Sinusform ohne klirren annähern. Bei Schaltungen mit diskreten Bauelementen (Röhren, Transistoren) wurde zur Lösung dieser Problematik früher oft eine Regelschaltung eingesetzt, indem durch Gleichrichtung und anschließende Integration ausgehend vom Ausgangssignal eine Regelgleichspannung die Stufenverstärkung regulierte. Es kamen auch Schaltungen zum Einsatz, bei denen die Trägheit eines Heiß- oder Kaltleiters (Glühlämpchen) ausgenutzt wurde.

## Typen von Sinus-Oszillatoren

### LC-Oszillator
Beim LC-Oszillator erfolgt die Signalrückführung über einen elektrischen Schwingkreis, welcher die Frequenz des erzeugten Signals bestimmt. Am gebräuchlichsten sind bzw. waren zur Erzeugung sinusförmiger Signale hier die Anordnungen nach Meißner und Hartley. Bei Oszillatoren für das Niederfrequenzgebiet ist die erforderliche hohe Windungszahl bei der Spule bzw. der hohe AL-Wert des Spulenkerns nachteilig. Soll die Frequenz über einen größeren Bereich variabel sein, stößt der dazu erforderliche große elektrische Kapazität des benötigten Drehkondensators an konstruktive Grenzen. In der Leistungselektronik verwendet man heute LC-Sinusoszillatoren vorzugsweise in Form des Royer-Oszillators. Er produziert eine relativ unverzerrte Sinusschwingung mit einer mehr oder weniger festen Schwingfrequenz, die meistens im Bereich von 20 … 200 kHz liegt. Die Sinusform ermöglicht geringe Störabstrahlung und geringe Schaltverluste in den Leistungstransistoren. Hauptanwendungsbereich sind Stromversorgungen (Inverter) von Gasentladungslampen, aber z. B. auch Induktionsöfen. Nachteilig ist der Strombedarf.

### Phasenschieber-Oszillator
Der Phasenschieber-Oszillator verwendet eine das Signal invertierende Verstärkerstufe, mit Röhren also eine solche, die als Kathodenbasisschaltung und mit Transistoren, die als Emitterschaltung ausgeführt ist. Das Ausgangssignal wird über eine Gruppe von der Phasenverschiebung dienenden Tief- oder Hochpässen an den Eingang zurückgeführt. In der Praxis werden fast nur RC-Schaltungen eingesetzt. Bevorzugt werden dabei Tiefpässe, da sich damit leichter eine gute Sinusform erreichen lässt.
Die Verstärkung muss gerade eben den Spannungsverlust der Phasenschieberkette ausgleichen. Bei Transistorschaltungen ist dabei der kleine Eingangswiderstand nicht mehr vernachlässigbar. Der Phasenschieberoszillator schwingt auf jener Frequenz, auf welcher die Phasenverschiebung genau 180 Grad beträgt, bei drei RC-Gliedern also drei mal 60 Grad.
Zwar ist beim Phasenschieber-Oszillator prinzipiell eine Frequenzvariation über einstellbare Widerstände (z. B. mit einem Potentiometer) möglich. Nachteilig ist aber, dass drei Widerstandswerte zugleich veränderbar gemacht werden müssen. Wird nur ein einziger bzw. werden nicht sämtliche an der Phasenverschiebung beteiligten Widerstandswerte verändert, so hat dies nicht nur Einfluss auf die Frequenz, sondern auch auf die Wellenform des Signals.

### Wienbrücken-Oszillator
Hier liegt im Rückkopplungsweg eine Wien-Robinson-Brücke. Bei dieser gibt es genau eine Frequenz, bei der die Phasenverschiebung null Grad beträgt. Dies ist die Schwingfrequenz des Wienbrücken-Oszillators. Es wird daher eine nicht invertierende Verstärkeranordnung benötigt, die zugleich nicht nur eine Strom-, sondern auch eine die Verluste ausgleichende Spannungsverstärkung bewirken muss. Bei Schaltungen mit Röhren oder Transistoren muss sie daher mindestens zweistufig sein. Vorteilhaft ist beim Wienbrücken-Oszillator, dass zur Frequenzvariation nur zwei Widerstandswerte synchron veränderbar gemacht werden müssen. So kann zum Beispiel mittels eines üblichen Doppelpotentiometers die erzeugte Frequenz über einen relativ weiten Bereich veränderbar gemacht werden.

### Allpass-Oszillator
Die Wirkungsweise des Allpass-Oszillators ist mit der des Phasenschieber-Oszillators vergleichbar. Anstelle der Phasenschieberkette treten hier jedoch mindestens zwei Allpässe. In der Praxis verwendet man genau zwei Allpässe, da eine höhere Anzahl den Aufwand vergrößern würde, ohne dass dies Vorteile einbringt.
Da ein Allpass theoretisch eine Verstärkung von 1 hat, soll die mitgekoppelte Stufe eine nur unwesentlich über 1 liegende Verstärkung haben. Wie auch beim Wienbrückenoszillator kann beim Allpass-Oszillator die Frequenz mit zwei synchron veränderlichen Widerständen über relativ weite Grenzen variiert werden. Für die jeweils erzeugte Frequenz hat jeder der beiden Allpässe eine Phasenverschiebung von jeweils 90 Grad.
Das so gewonnene Signal wird einem aus Dioden und Widerständen bestehenden Funktionsnetzwerk oder einer Kette von Differenzverstärkern zugeführt, welche das Dreiecksignal so verzerren, dass ein klirrfaktorarmes Sinussignal entsteht.
Vorteil solcher Anordnungen ist, dass mit einem einzigen, frequenzbestimmenden RC-Glied die Frequenz des so erzeugten Sinussignals in weiten Grenzen variierbar gemacht werden kann. Dieses Konzept eignet sich besonders zur Umsetzung in integrierten Schaltkreisen, bei denen der vergleichsweise große Schaltungsaufwand ja kaum ins Gewicht fällt. Die Trigger/Integrator-Kombination kann ohne großen zusätzlichen Aufwand so ausgelegt werden, dass nicht nur auch das ursprüngliche Dreiecksignal erzeugt werden kann, sondern auch ein Sägezahnsignal und ein Rechtecksignal mit gegebenenfalls veränderlicher Pulsbreite. In dieser Weise arbeiten die meisten der für Messzwecke eingesetzten Funktionsgeneratoren. Ein so arbeitender Chip ist z. B. der 8038.

### Digitale Oszillatoren
In digitalen Schaltungen wird das Schwingen des Oszillators mathematisch nachgebildet. Möglich ist die Realisation des Gleichungssystems 2. Ordnung in Form eines virtuellen Schwingkreises sowie die direkte Erzeugung der Sinusschwingung nach der Methode der Direct Digital Synthesis, bei der mit einem Zähler eine Tabelle durchfahren wird, welche die abgespeicherten Sinuswerte enthält. In beiden Fällen werden die digitalen Werte mit einem Digital-Analog-Wandler ausgegeben und in eine elektrische Spannung gewandelt. Mit Hilfe einer CORDIC-Algorithmus-Implementierung können die benötigten Sinuswerte auch in Echtzeit in Software berechnet werden, z. B. mit einem FPGA, in einem DSP oder einem Microcontroller.